# مونتانیانا
مونتانیانا (به ایتالیایی: Montagnana) یک کومونه در ایتالیا است که در استان پادووا واقع شده‌است.

## خصوصیات
مونتانیانا ۴۵ کیلومترمربع مساحت و ۹٬۴۵۴ نفر جمعیت دارد و ۱۶ متر بالاتر از سطح دریا واقع شده‌است.

## خواهرخوانده
شهر رتنبورگ اب در تاوبر خواهرخواندهٔ مونتانیانا هست.